# Nephrotoma scalaris scalaris
Nephrotoma scalaris scalaris is een tweevleugelige uit de familie langpootmuggen (Tipulidae). De soort komt voor in het Palearctisch gebied.